# Macrocentrus nigroornatus
Macrocentrus nigroornatus är en stekelart som beskrevs av Cameron 1911. Macrocentrus nigroornatus ingår i släktet Macrocentrus och familjen bracksteklar. Inga underarter finns listade i Catalogue of Life.